# Anna Heart
Anna Heart este un personaj ficțional din seria anime și manga Kaleido Star. Ea este una din primii prieteni ai Sorei atunci când aceasta se alătură celor de la Kaleido Stage. La fel ca și ceilalți membri, Anna o respinge pe Sora la început, deoarece credea că s-a afiliat cu șeful. Însă când vede eforturile Sorei în momentul antrenării pentru Phoenixul de Aur, părerea ei despre Sora se schimbă instantaneu. E un student remarcabil la Kaleido Stage, tot timpul având un rol impozant în spectacole. La fel ca și Mia are roluri minore, încercând mereu să o convingă pe aceasta să îi adauge scene comice în reprezentațiile sale. Este fiica comediantului Jack Barrone și își dorește să devină o comediantă de succes. Sora este persoana care reușește să restabilească legătura dintre Anna și tatăl ei. 
Este dublată de Akeno Watanabe în limba japoneză, iar în limba engleză dublajul este realizat de către Kira Vincent-Davis. 

## Descriere

### Copilăria
Când era mică, Anna era foarte apropiată de tatăl ei, Jack Barone. Acesta o înveselea cu numerele sale de comedie. Într-o nopate, l-a auzit pe tatăl ei spunându-i mamei că trebuie să plece sau va fi falimentat. După această discuție, Jack a plecat și Anna nu l-a mai revăzut timp de zece ani. Primea doar câte o felicitare de Crăciun, dar scrisorile ei nu l-au găsit niciodată.

### Adolescența
La vârsta de 16 ani sosește la Kaleido Stage și se împrietenește cu Mia Guillem și Sora Naegino. Inițial, aceasta obținuse rolul servitoarei Cenușăresei, dar Mia creează Tripla Iluzie pe care o execută alături de Anna și Sora. Anna va fi partenera Sorei și va juca la trapez în Mica Sirenă, și cu această ocazie va începe să aibă mult succes și mulți fani care îi cer autografe. Citind revista Clubului Comedianților află că tatăl ei va juca acolo și îi urmărește spectacolul. Jack își bătuse joc de public și nu era deloc amuzant, cum își amintea Anna care fusese rușinată de el. Anna îi povestește mamei sale ce s-a întâmplat, iar aceasta o convinge să-l ierte și să-l ajute să redevină ce a fost. Anna apare costumată în chelneriță la una dintre reprezentațiile lui și începe să improvizeze, reușind să-l determine pe acesta să își ceară scuze față de ea. După Nopți Arabe, în Libertatea, Anna va executa niște cascadorii pe motocicletă, apoi după închiderea lui Kaleido Stage înființează alături de Sora și Mia trupa Freedom Lights. Sora și Layla Hamilton încep antrenamentul pentru Legendara Manevră la Marele Canion iar Anna și Mia le vizitează pentru a le ajuta. Când Sora decisese să plece, Anna a convins-o pe Mia să apeleze la unul dintre numerele sale de comedie pentru a o înveseli pe aceasta. Anna va juca în reprezentația de dinaintea execuției Legendarei Manevre, de la Kaleido Stage.

## Înfățișare
Anna are părul mov tuns foarte scurt până la urechi. Ținuta sa este formată dintr-un tricou mov, o pereche de blugi și teniși. La antrenamente poartă un maiou mov, pantaloni scurți negrii, jambiere roz și poante. La repetițiile pentru numerele sale de comedie a fost îmbrăcată într-un costum negru cu jambiere albe.

## Kaleido Stage
Anna nu are mai mult succes în domeniul comediei nici acum, continuând să încerce diverse glume nereușite. Face cunoștință cu două angajate de la Kaleido Stage: Hannah și Barbara, care îi împărtășesc pasiunea. Alături de acestea și Ken Robbins va prezenta la Kenneth Motors Corporation și apoi la Noir Circus un număr de clovni în care toți vor fi părțile componente ale unei omizi. După această primă reușită, este antrenată de tatăl ei și o convinge pe Cathy Timor să-i acorde un rol de clovn în Lacul Lebedelor. Aceasta aceptă, dar doar după ce Anna învață un număr complicat. Anna, Hannah și Barbara devin noua trupă de comedianți de la Kaleido Stage și se bucură de mare succes, mai ales în Prințesa fără zâmbet.

### Roluri
| Cenușăreasa                  | Secundar  | Zâna cea Bună             | Mica Sirenă              | Prințul | Nopți Arabe | Secundar | - | Mia Guillem, Sora Naegino |
| Bătălia Diabolo              | Principal | -                         | Rosetta Passel           |         |             |          |   |                           |
| Mica Sirenă                  | Principal | Mica Sirenă               | Anna Heart               |         |             |          |   |                           |
| Nopțile Arabe                | Principal | Tâlhar                    | Layla Hamilton           |         |             |          |   |                           |
| Libertatea                   | Principal | Lider al oamenilor liberi | Layla Hamilton           |         |             |          |   |                           |
| Manevra Legendară            | Principal | -                         | Layla Hamilton           |         |             |          |   |                           |
| Saiyuki, călătorie spre Vest | Principal | Prințesa Saiyuki          | Leon Oswald              |         |             |          |   |                           |
| Dracula                      | Secundar  | Vampiriță patinatoare     | Mia Guillem, Anna Heart  |         |             |          |   |                           |
| Kids Stage                   | Principal | -                         | Marion Benigni           |         |             |          |   |                           |
| Salome in Vegas              | Secundar  | Ipostază a lui Salome     | Layla Hamilton, May Wong |         |             |          |   |                           |
| Lacul Lebedelor              | Principal | Odette                    | Leon Oswald              |         |             |          |   |                           |
| Prințesa fără zâmbet         | Principal | Prinț                     | Rosetta Passel           |         |             |          |   |                           |
| Legenda Phoenixului          | Principal | Phoenix                   | Layla Hamilton           |         |             |          |   |                           |